# Wisła Pankiewicz
Wisła Janina Pankiewicz (ur. 14 kwietnia 1922 w Warszawie, zm. 13 lipca 2000 tamże) – polska socjolog, dziennikarz, działaczka społeczna i opozycyjna, żona premiera Edwarda Osóbki-Morawskiego.

## Życiorys
W II RP należała do Czerwonego Harcerstwa Towarzystwa Uniwersytetu Robotniczego. W okresie od 1943 do 1945 działała w Związku Walki Młodych. W latach 50. ukończyła socjologię na Uniwersytecie Warszawskim. Od lat 50. była redaktorką w Wydawnictwie „Sztuka”, a następnie – w Składnicy Księgarskiej. W tej samej dekadzie została przewodniczącą Zakładowego Zarządu Pracowników Książki Prasy i Radia i na skutek odmowy potępienia w 1968 studenckich wystąpień, została usunięta z zajmowanego stanowiska.
Wisła Pankiewicz była członkinią Polskiego Towarzystwa Socjologicznego. Od 1978 do 2000 była członkinią Towarzystwa Miłośników Historii i przewodniczącą sekcji historii Warszawy. W latach 80. organizowała wykłady z historii Polski. Od 1978 współpracowała z niezależnym Towarzystwem Kursów Naukowych. 20 sierpnia 1980 roku podpisała apel 64 uczonych, pisarzy i publicystów do władz komunistycznych o podjęcie dialogu ze strajkującymi robotnikami. Od jesieni 1980 była współorganizatorką i animatorką Wszechnicy Robotniczej „S” Regionu Mazowsze. W okresie od 1983 do 1989 działała w podziemnej Wszechnicy. Od 1982 do 1989 była kolporterką „Tygodnika Mazowsze”.
Od 1944 była żoną Edwarda Osóbki-Morawskiego, premiera Polski Ludowej (1944–1947). Miała syna i córkę. Michał Osóbka-Morawski był w III RP m.in. działaczem Unii Pracy i jej kandydatem na posła w wyborach parlamentarnych w 1993.
Zmarła w 2000. Została pochowana na cmentarzu ewangelicko-augsburskim w Warszawie (aleja 43, grób 75).